# Hodonice u Bechyně

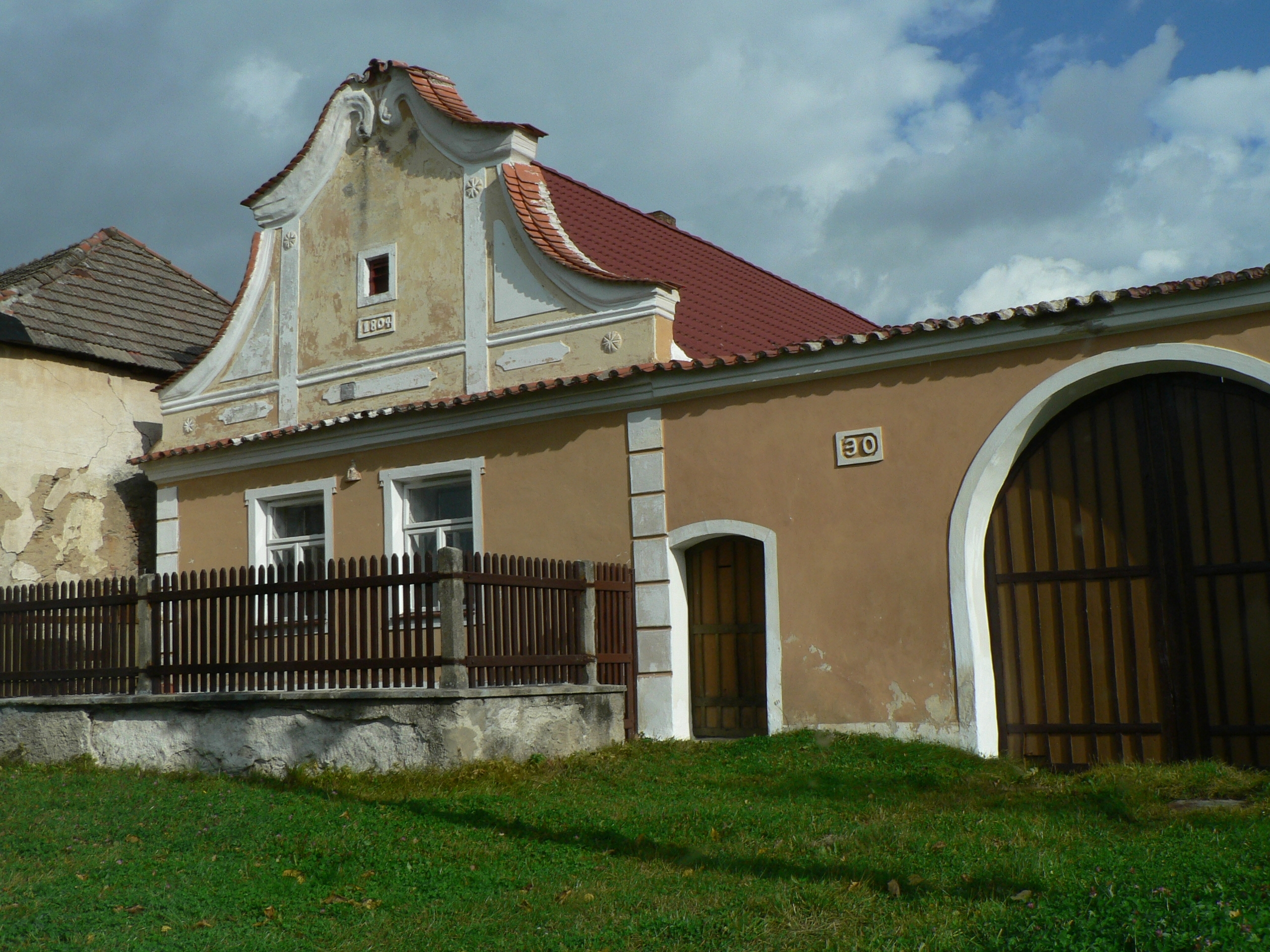
Gehöft Nr. 30

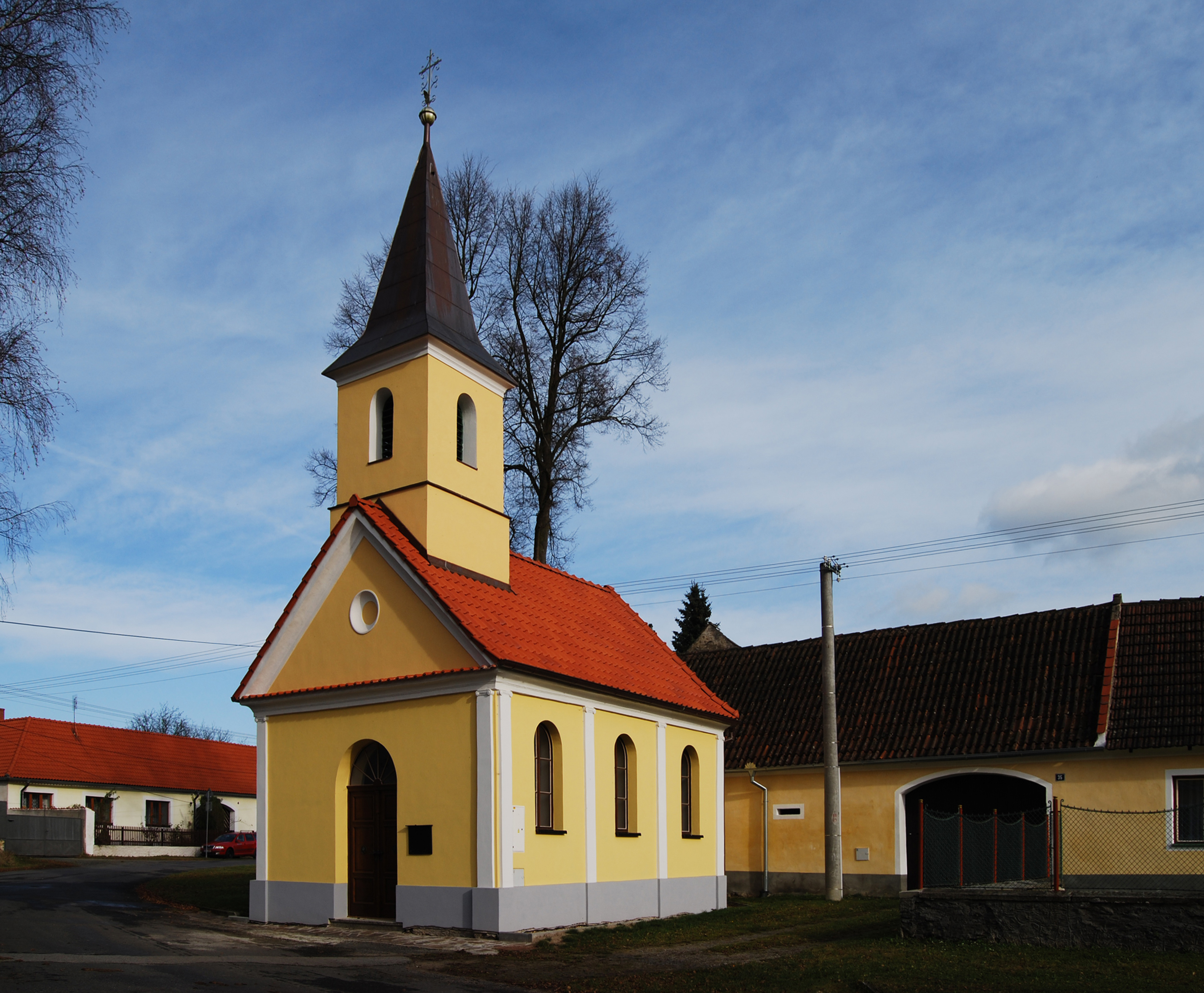
Kapelle des hl. Johannes

Hodonice (deutsch Hodonitz) ist eine Gemeinde in Tschechien. Sie liegt dreieinhalb Kilometer südöstlich von Bechyně in Südböhmen und gehört zum Okres Tábor.

## Geographie
Hodonice befindet sich im südlichen Teil des Bechiner Hügellandes (Bechyňská pahorkatina). Das Dorf liegt rechtsseitig über dem Engtal der Židova strouha in einer vom Bach Hodonický potok durchflossenen Talmulde. Gegen Nordwesten liegt das Tal der Lainsitz. Nordöstlich erstreckt sich der Militärflugplatz Bechyně.
Nachbarorte sind Zářečí, Bechyně, Kamenný Dvůr und Radostná im Norden, Bežerovice, Sádky und Sudoměřice u Bechyně im Nordosten, Německý Dvůr, Nová Ves, Blatec und Jamník I im Osten, Jamník II, Čečkov, Hodětín und Březnice im Südosten, Záhoří, Havlice, Čenkov u Bechyně, Malý Čenkov, Židova Strouha und Širočiny im Süden, Jarošovice, Netěchovice und Koloděje nad Lužnicí im Südwesten, Vesce, Rosín und Nuzice im Westen sowie Hvožďany und Kopaniny im Nordwesten.

## Geschichte
Reste von mit Asche und Kohle gefüllten Gefäßen aus Lehm und Graphit, die in Kopaniny gefunden wurden, deuten auf eine frühzeitliche Siedlung hin. Westlich von Hodonice befinden sich Reste von Hügelgräbern.
Die erste schriftliche Erwähnung von Hodonice erfolgte am 3. August 1268, als Bischof Johann III. das Dorf zusammen mit weiteren Ortschaften der bischöflichen Herrschaft Thein an König Ottokar II. Přemysl abtrat. Im Jahre 1528 erwarb Christoph von Schwanberg die Dörfer Hodonice, Smoleč, Černýšovice, Černice, Hodětín, Sudoměřice, Radětice, Bežerovice, Oltýň, Vyhnanice, Senožaty und Hvožďany. Nachdem er 1530 auch Besitzer der Herrschaft Bechin geworben war, schloss er die Dörfer an diese an. Heinrich von Schwanberg verkaufte 1569 die Herrschaft Bechin sowie die Dörfer Hodušín, Dražíce, Sepekov, Olší, Podhoří, Nuzice, Držkrajov, Lhota Haškovcova, Blatec, Čečkov und das wüste Dorf Benešovce für 23.750 Schock böhmische Groschen an Peter Wok von Rosenberg. Zu Beginn des Dreißigjährigen Krieges lag das Dorf in dem am stärksten von den Verwüstungen betroffenen Gebiet links der Lainsitz und wurde 1619 zerstört. 1654 ist Hodonice in der berní rula als gänzlich niedergebrannt aufgeführt. In den nachfolgenden Jahren wurde das Dorf wiederbesiedelt. 1688 bestand Hodonice aus 18 Wirtschaften, davon vier wüsten, sowie sieben Chaluppen, darunter drei wüsten. Im Urbar der Herrschaft Bechin wurde Nuzice zu dieser Zeit als Ortsteil von Hodonice aufgeführt. Im Jahre 1840 bestand Hodonitz aus 46 Häusern mit 355 Einwohnern. Zum Ort gehörten abseitig gelegen der Meierhof Steinhof (Kamenný Dvůr) mit einer Schäferei sowie die Wasenmeisterei Na Kopaninách. Außerdem wurde eine Pottaschensiederei betrieben. Pfarr- und Schulort war Sudoměřitz. Bis zur Mitte des 19. Jahrhunderts blieb Hodonitz immer nach Bechin untertänig.
Nach der Aufhebung der Patrimonialherrschaften bildete Hodonice/Hodonitz ab 1850 eine Gemeinde in der Bezirkshauptmannschaft Milevsko/Mühlhausen und dem Gerichtsbezirk Bechyně/Bechin. Im Jahre 1869 bestand Hodonice aus 47 Häusern und hatte 389 Einwohner. In der zweiten Hälfte des 19. Jahrhunderts wurden die Kinder aus Hodonice wegen des weiten Schulweges von Sudoměřice nach Bechin umgeschult. Der Schulweg nach Bechin war deutlich kürzer, jedoch sehr schwierig, da das tiefe Lainsitztal zu überwinden war. Aus diesem Grunde wurde die Gemeinde am 3. Mai 1880 zur Errichtung einer eigenen Schule aufgefordert. Nach wiederholten Aufforderungen nahm schließlich 1893 in Hodonice eine einklassige Grundschule den Unterricht auf. Die Freiwillige Feuerwehr bildete sich im Jahre 1900. 1926 war das Dorf auf 65 Häuser angewachsen, die Einwohnerzahl jedoch auf 336 gesunken; im Ort gab es 20 Bauern. Im selben Jahre wurde Hodonice elektrifiziert.
Nach der Auflösung des Okres Milevsko wurde die Gemeinde 1948 Teil des Okres Týn nad Vltavou. Nach dessen Aufhebung Ende 1960 wurde Hodonice dem Okres Tábor zugeordnet. Zu Beginn des Jahres 1975 wurde Hodonice nach Březnice eingemeindet. Nach einem Referendum löste sich das Dorf zum 24. November 1990 wieder von Březnice los und bildete eine eigene Gemeinde.

## Gemeindegliederung
Für die Gemeinde Hodonice sind keine Ortsteile ausgewiesen. Zu Hodonice gehören die Einschichten Kopaniny, Kamenný Dvůr (Steinhof) und Radostná.

## Sehenswürdigkeiten
- Naturschutzgebiet Židova strouha, mäanderreiches Engtal am Unterlauf des Baches bis zur Mündung in die Lainsitz.
- Kapelle des hl. Johannes auf dem Dorfplatz
- Gehöfte im südböhmischen Bauernbarock